# レンタルCD

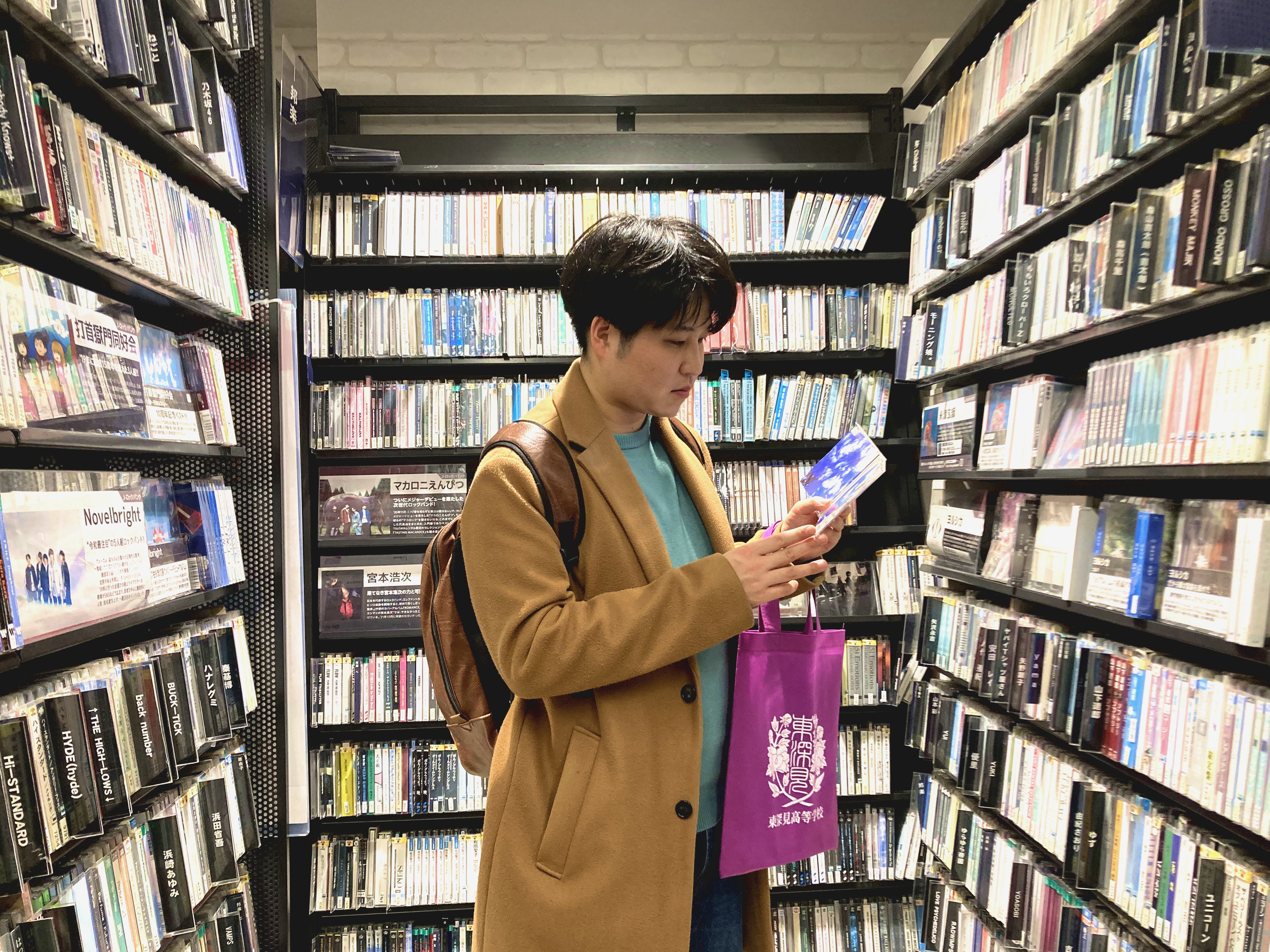
レンタルCD店で物色する男性

レンタルCDとは、コンパクトディスクなどの音楽ソフトを有料で貸し出すサービス。主に日本国内で行われている。

## 概要
1980年にアナログレコードを貸し出す専業の店として登場。その後1982年に登場したコンパクトディスクも貸し出すようになった。2000年代には専門店はほぼ姿を消し、レンタルビデオ（後のDVD）やゲーム、漫画の単行本等と共に複合化されている。

## 日本での歴史
小林克也は『The Music』（小学館）1978年2月号のインタビューで「慶應義塾大学在学中に、アメリカで大流行していると聞いた貸しレコード屋を友人と大学の前でやった」と話している。
上記のような情報はあるが一般的に1980年6月に東京都三鷹市南口駅前中央通りで「黎紅堂」（れいこうどう）と言う屋号でLPレコードをレンタルするサービスを当時立教大学の学生であった大浦清一が開始したのが第一号とされている。『毎日新聞』1980年6月26日付に「ヤングに受ける新商売・音のコピー屋、出現！」との見出しで記事が掲載され、「買うより割安」などと書かれ、これがマスメディアの知るところとなって、一気にレコード・レンタル店の存在が注目された。
レンタル料金はレコード1枚につき250円から300円程度。購入した場合の10分の1という安さだったことから爆発的に大人気となり、レンタルレコード店は急速に拡大、"アイデア商法"としてマスメディアの反響を呼び、多くの記事が新聞や雑誌を飾った。店によってはレコードということもあってか些細な傷や汚れを入念にチェック、客に警告や弁償金を請求する店も少なくなかった。実際に現在中古で販売されるレンタル落ちレコードはジャケットに巨大なステッカーなどが貼られているものの極めて状態が良い場合が多い。1980年は全国30店だったが、日本レコード協会調べで、1981年6月に約500店、1981年8月に約800店、同年12月に約930店、1000店超え、1982年10月末で1620店、1983年頃に約1700店と急速に膨れ上がった。中には店頭で借りたレコードをその場で録音サービスする店まで出て来た。
借りて聴くだけで返却するなら大きな問題ではなかったが、ほとんどは1979年に発売されて爆発的なヒット商品になったウォークマンや、自宅のラジカセに録音するためのレンタルで、録音経験者は97.6％に上った。当時はニューミュージック系アーティストのアルバム売り上げが業界の50％を超えるシェアを占めており、サザンオールスターズ、アリス、松任谷由実、さだまさし、中島みゆき、オフコース、長渕剛、松山千春といった当時の人気アーティストの音源だけとはいえ、250円程度で手に入るのだから、音楽ファンの若い世代には大きな魅力だった。神田には「音のコピーサービス」を専業にする店まで出現し、一般のレコード店の売上が2割から3割減少する影響を見せ、レコードレンタル店に隣接するレコード店の売り上げは目に見えて減少、権利者団体から問題視される事態になった。
1981年10月31日、 レコード会社13社と日本レコード協会（正坊地隆美会長）が、黎紅堂、友&愛、レック、ジョイフルといった当時のレンタルレコード店大手4社に対して著作権侵害だとして、東京地裁に貸出差止を求める民事訴訟を起こす。民事訴訟だったのは当時の著作権法には貸与権が明文化されておらず、レンタルレコードを法規制できなかったためで、1983年には国会で立法措置の動きが出た。この日を境にして、それまで学生のアイデア商法として始まり、若い音楽世代の圧倒的な支持を受けたレコードレンタルは、社会現象の側面から事件として扱われるようになった。テレビでも大きく取り上げられたが、テレビも含めてマスメディアの論調は、レコードレンタル店側の肩を持つ内容が大半だった。
レコード協会を中心とした著作権関連団体は様々な国政へのアプローチを繰り返し、1983年3月、「商業用レコードの公衆への貸与に関わる著作権等の権利に関する暫定設置法」が成立。日本音楽制作者連盟（FMPJ）はこの騒動をきっかけとして設立された。

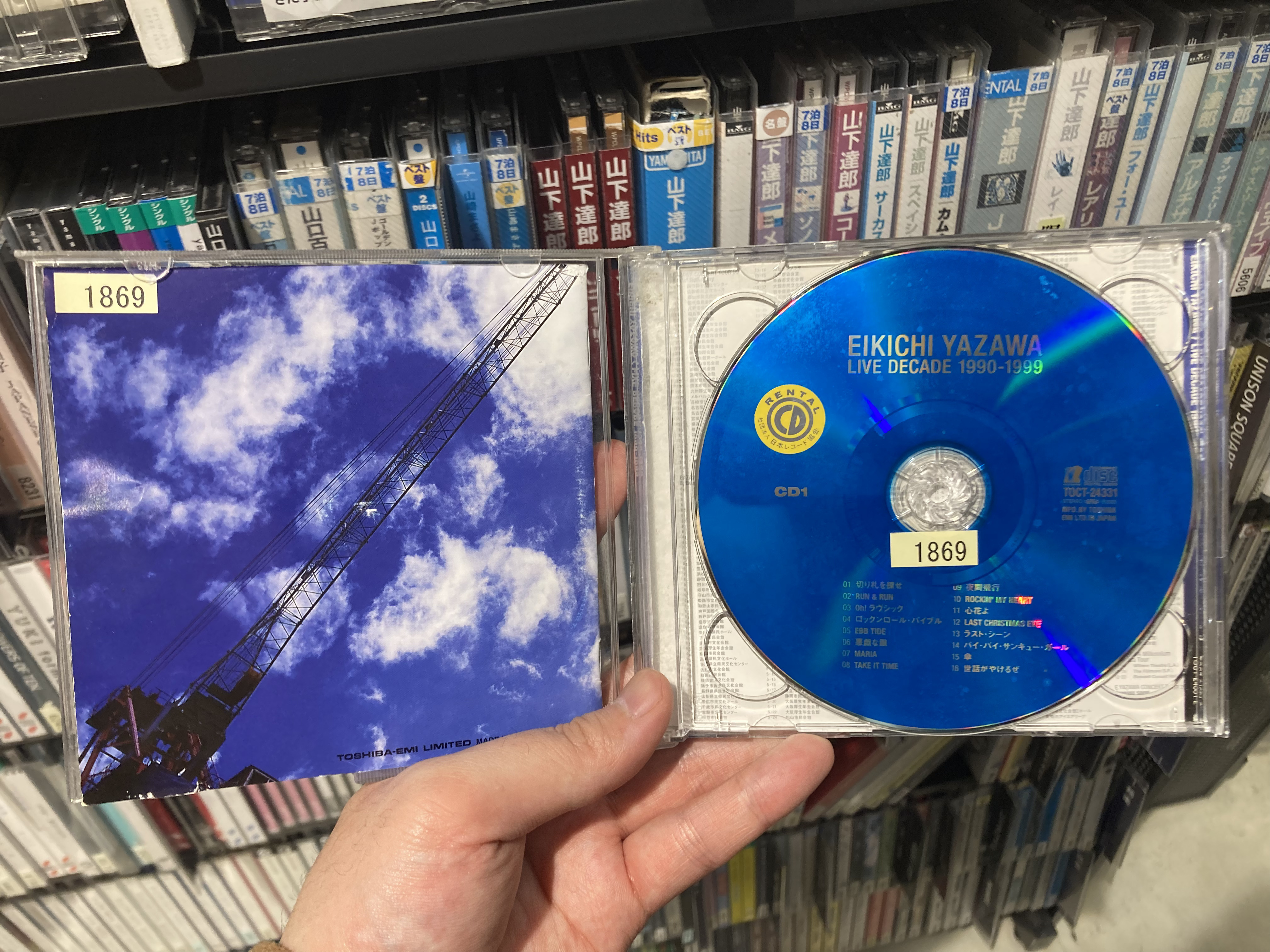
レンタルCDは日本レコード協会や店舗内管理用のシールが貼られていることがある

1984年3月、レンタルレコード店が日本レコードレンタル商業組合（現・日本コンパクトディスク・ビデオレンタル商業組合）を結成。5月、日本レコードレンタル商業組合と日本音楽著作権協会の話し合いと国会での審議により貸与権が設定、権利者の許諾を受けたレンタルレコードが「合法化」。日本レコードレンタル商業組合は日本音楽著作権協会に著作権使用料を支払っていくことになった。6月に貸レコード暫定措置法が施行。この頃から「友&愛」が首都圏でチェーン展開をし、深夜にTVコマーシャルを放送。
1984年に著作権法が改正され、レコード制作者に貸与権と報酬請求権が認められる。これによって、無断レンタルレコードが違法であることが明文化。翌1985年1月に改正著作権法が施行。当時の黎紅堂の会員数は約180万人、友&愛の会員数は約80万人。
1986年4月、CDのレンタルが開始される。
1991年5月に著作権法が改正され、洋盤にも貸与権が付与される。翌1992年1月に改正著作権法が施行。1992年、洋盤CDのレンタル禁止期間が発売後1年間に延長。
邦盤CD（アルバム）については、1991年8月から発売後1週間、1992年10月から発売後2週間、1994年10月から発売後3週間がレンタル禁止期間となっている。
1994年、知的所有権の貿易関連の側面に関する協定（TRIPS協定）において、日本のCDレンタル・ビジネスが容認された。
国内アーティスト（J-POP・歌謡曲・演歌など）に関しては、各レコード会社との話し合いにより例外はあるがアルバム及びカップリング曲が2曲以上のシングルは、当初（1992年10月より）は発売後1週間がレンタル禁止期間であったが1995年頃から主に発売日から翌々週の土曜日にあたる発売後17日間に変更となり2021年現在もその日数で続いている。海外アーティストのいわゆる洋楽に関しては殆んど1年間レンタル禁止となり、レンタルCDの取扱を廃止する店舗が増えたとされている。シングルCDのレンタルは、カップリング曲なし、もしくは1曲のシングルは発売日当日からレンタルできる。
しかし、邦楽でもアーティスト側の諸事情によりレンタルが一切禁止されている作品もある一方で、レーベル側の意向で2001年発売、愛内里菜の1stアルバム『Be Happy』とGARNET CROWのメジャー1stアルバム『first soundscope 〜水のない晴れた海へ〜』の2作は発売日にレンタル解禁されている稀有なケース。

## ビジネスモデル
レンタルによる著作権の支払いは一説にレンタル市場売上約600億円のうちの15%（90億円）程度に過ぎず、新品CD店（売上の70%程度がレコード会社への原価に消える）よりも有利な競争条件であるとされる。また、需要期を過ぎたCDについては中古市場へ売却を行うことが通常認められており、中古CDや新品CDも含めた複合店舗が増加している。2000年のカルチュア・コンビニエンス・クラブ（TSUTAYA）のマザーズ上場に見られるような大規模調達による財務面の安定化、また規模の経済が働くこともあり、一部ビッグプレーヤーによる大型化・寡占化が進行している。